# تپه النجارق
تپه النجارق مربوط به هزاره اول قبل از میلاد - سده‌های میانه دوران‌های تاریخی پس از اسلام است و در شهرستان میانه، بخش کندوان، دهستان کندوان، ضلع جنوبی روستای النجارق واقع شده و این اثر در تاریخ ۲۰ اردیبهشت ۱۳۸۶ با شمارهٔ ثبت ۱۹۰۴۸ به‌عنوان یکی از آثار ملی ایران به ثبت رسیده است.